# Ricard Ferraté Gili
Ricard Ferraté Gili (Reus 3 d'agost de 1894 - 1951) va ser un comerciant català, pare dels escriptors Joan Ferraté i Gabriel Ferrater.
De família molt coneguda a Reus, de ben jove es va incorporar al comerç de vins fundat pel seu pare Gabriel Ferraté i Gili casat amb Teresa Gili i Pons tots dos nascuts a Reus. Tenien el negoci i l'habitatge al raval de santa Anna número 13, a l'antic Hotel Europa. Amb una sòlida formació cultural, als vint anys donava conferències al Centre de Lectura i a l'Ateneu Obrer. El 1915, va ser un dels fundadors de l'Agrupació Excursionista de Reus, formada per un grup de joves intel·lectuals noucentistes que pertanyien a la burgesia adinerada, entre els quals trobem els seus germans Joan i Amadeu Ferraté Gili, Eduard Borràs, Felip Font de Rubinat, Jaume Sabater, Salvador Vilaseca, Ferran Gay Massó, Antoni Fuster Valldeperes, Ramon Cuadrada i Pere Ferrando. Va ser l'impulsor del Butlletí d'aquesta entitat. Com a president de l'Agrupació Excursionista, a la seva dissolució, va cedir totes les instal·lacions de l'entitat, el museu i els diversos béns socials al Centre de Lectura. Per aquest motiu, i en nom de l'Agrupació, Ricard Ferraté i Salvador Vilaseca, van entrar com a vocals conservadors vitalicis, a la junta de museus del Centre. Va estudiar Dret, carrera que no acabà. Va ser director del diari Reus i va col·laborar activament a Foment, la Revista del Centre de Lectura i Ciutat. El 1922 va ser un dels membres fundadors de l'Associació de la Premsa de Reus. Va ser editor (1929 amb una segona edició el 1930) de la guia itinerària Les Muntanyes de Prades, el Montsant i Serra la Llena de Josep Iglésies i Joaquim Santasusagna. El 1931 va fundar l'escola i preventori del Picarany, al terme municipal d'Almoster, en un mas que havien construït ell i la seva dona el 1924 i que després, durant la guerra civil i fins als anys cinquanta, seria habitatge familiar. Vinculat amb el catalanisme, va llegir, per indicació de l'alcalde Evarist Fàbregas, la proclamació de la Segona República des del balcó de l'ajuntament de Reus. Als anys de la República freqüentava una tertúlia literària que es reunia a la Llibreria Nacional i Estrangera de Salvador Torrell, formada habitualment per Salvador Vilaseca, Josep Recasens, Jaume Roig, Isidor Forniés, Pere Totosaus, Antoni Correig, Jaume Sabater, Pere Barrufet i Antoni Martí Bages. Durant la guerra civil va ser nomenat canceller del consolat d'Espanya a Bordeus, i hi marxà amb tota la família. Tornat de França després de la guerra, es reincorporà al negoci de vins que tenia amb els seus germans, però, persona de mentalitat inquieta, va buscar fortuna inventant màquines que no van donar cap resultat econòmic. Arruïnat, es va suïcidar el 16 de juny de 1951, un any i un dia després d'haver subscrit una pòlissa de vida, quan ja havia transcorregut el termini mínim per a poder cobrar-la.